# Lastreopsis hornei
Lastreopsis hornei är en träjonväxtart som först beskrevs av Bak., och fick sitt nu gällande namn av Tindale. Lastreopsis hornei ingår i släktet Lastreopsis och familjen Dryopteridaceae. Inga underarter finns listade.